# Coryphoda
Coryphoda är ett släkte av insekter. Coryphoda ingår i familjen vårtbitare.
Kladogram enligt Catalogue of Life:
| Coryphoda | \| \| Coryphoda albicans \| \| \| \| \| \| Coryphoda albidicollis \| \| \| \| |
|           | \| \| Coryphoda albicans \| \| \| \| \| \| Coryphoda albidicollis \| \| \| \| |
|           | Coryphoda albicans                                                            |
|           |                                                                               |
|           | Coryphoda albidicollis                                                        |
|           |                                                                               |